# Z34 (есмінець)
Z34 (нім. Z 34) — військовий корабель, ескадрений міноносець типу 1936A (Mob) Кріґсмаріне за часів Другої світової війни.
Есмінець Z34 закладений 15 січня 1941 року на верфі заводу Deutsche Schiff- und Maschinenbau, AG Weser у Бремені. 5 травня 1942 року спущений на воду, а 5 червня 1943 року введений до складу військово-морських сил Третього Рейху. Корабель брав участь у бойових діях в атлантичних та арктичних водах, двічі був пошкоджений союзною авіацією під час нальотів на німецький лінкор «Тірпіц». На початку 1945 року переведений до Балтійського моря, де залучався до супроводження евакуаційних конвоїв та артилерійських обстрілів радянських позицій. Після капітуляції нацистської Німеччини есмінець був переданий до ВМС США, як контрибуція, втім до строю не вводився, і у березні 1946 року був затоплений з хімічними боєприпасами на борту в протоці Скагеррак.

## Історія служби

### Друга світова війна
Після введення до строю Z34 до 1 листопада 1943 року проходив етап бойової підготовки та злагодження екіпажу.
20 грудня командувач Крігсмаріне грос-адмірал К.Деніц домігся у А.Гітлера дозволу атакувати наступний конвой до СРСР і, після отримання 25 грудня даних про наближення конвою JW 55B до о. Ведмежий, наказав Тимчасовому командувачу ударним з'єднанням у Норвегії контрадміралу Е. Бею вийти на перехоплення союзного транспортного конвою. О 19:00 25 грудня німецьке з'єднання з лінійного крейсера «Шарнгорст» (командир капітан-цур-зее Хінтце) і 5 есмінців 4-ї флотилії капітана-цур-зее Йоханнессона вийшло з Алта-фіорда в море Е.Бей планував завдати удар по конвою близько 10:00 26 грудня, в разі поганої погоди і видимості справу повинні були вирішити торпедні атаки есмінців. О 7:03 26 грудня німецькі кораблі здійснили поворот до точки зустрічі з конвоєм і почали пошук.
В ході морського бою, який точився протягом дня, британські кораблі завдали серйозних пошкоджень лінкору «Шарнгорст», який приблизно о 18:45 внаслідок отриманих ушкоджень від вогню противника затонув.
25 січня 1945 року Z31, Z34 і Z38 покинули Тромсе та розпочали перехід до Балтійського моря. Через три дні біля Согнефіорда їх перехопила ескадра британських кораблів, включаючи легкі крейсери «Дайадем» та «Морішиес». У бою, що спалахнув, Z31 був сильно пошкоджений, а Z34 дістав легких пошкоджень, здійснивши кілька безрезультатних торпедних атак на британські крейсери, намагаючись прикрити відхід Z31. Під прикриттям димової завіси німецькі швидкохідні есмінці змогли випередити крейсери та сховатися в Аспофіорді, під захист німецької берегової артилерії.
3 лютого Z34 переправив 200 військових-артилеристів з Кіля в Готенгафен. Через тиждень він супроводжував важкий крейсер «Адмірал Шеєр», коли останній обстрілював радянські позиції біля Фрауенбурга на підтримку 4-ї армії. Протягом наступних декількох місяців Z34 евакуював біженців з Кольберга, супроводжував важкі крейсери «Адмірал Шеєр», «Лютцов» та «Принц Ойген» при виконанні ними бойових завдань, а також обстріляв позиції радянських військ на Дієвеноф та у Толкеміті.
Після капітуляції нацистської Німеччини Z34 був виділений США, коли союзники розділили вцілілі кораблі Крігсмаріне між собою наприкінці 1945 року. Через поганий стан німецького есмінця ВМС США відмовилися від використання корабля, і 26 березня 1946 року Z34 був затоплений на вході в Скагеррак з вантажем хімічних боєприпасів на борту.